# Bootsmotor

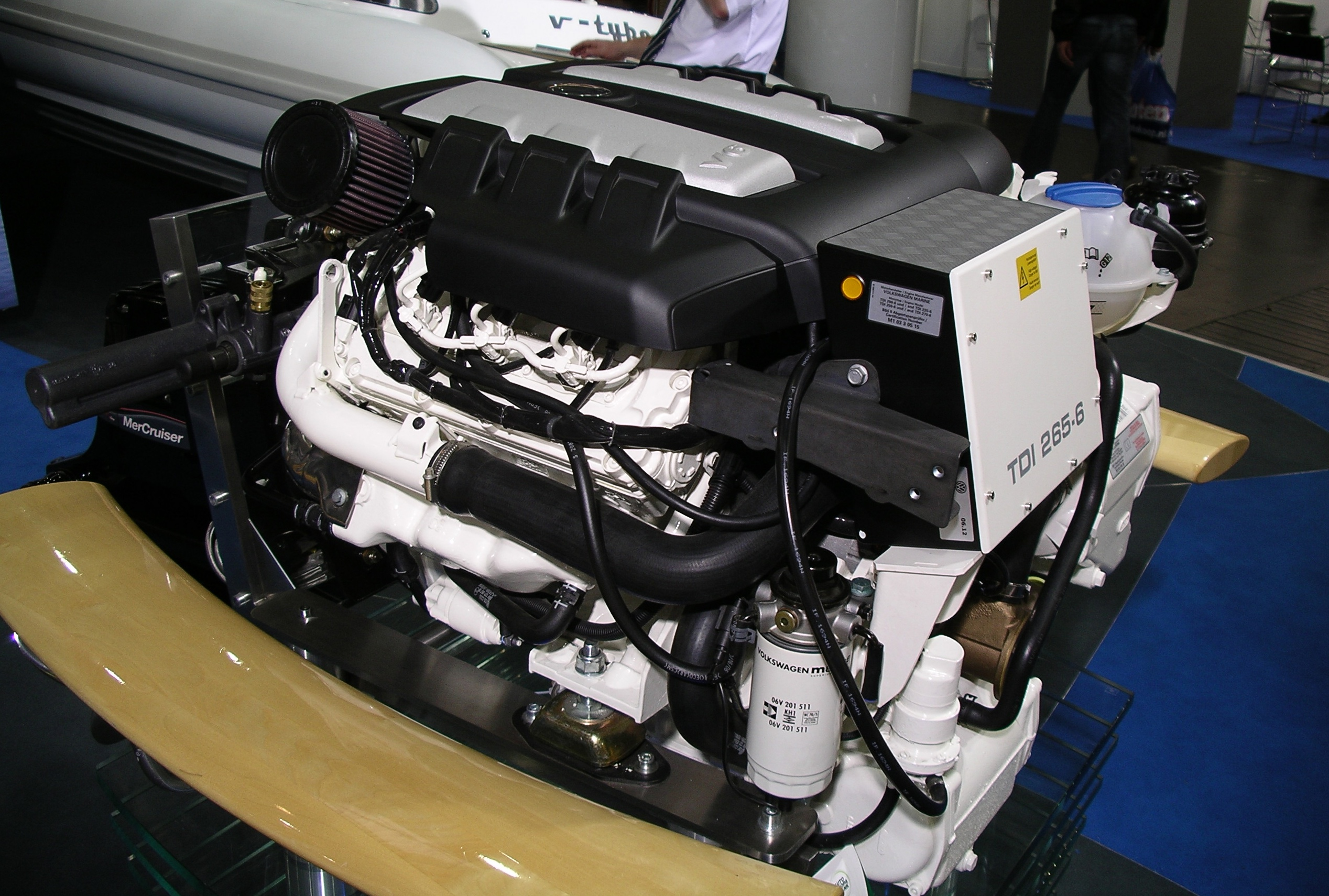
V6-Dieselmotor (195 kW) als Bootsmotor

Der Bootsmotor ist der Antriebsmotor eines Bootes. Auf Segelbooten kann ein zusätzlicher Motor als Hilfsmotor für Hafenmanöver und zur Überbrückung von Flauten dienen.
Boote können mit einem oder mehreren Außenbordmotoren oder mit Innenbordmotoren ausgestattet sein. Bei innenliegenden Motoren wird das Drehmoment entweder direkt über eine gerade Propellerwelle (Starre Welle), eine Propellerwelle mit Umlenkung (Y-Trieb) oder einen Außenbord-Unterwasserteil (Z-Trieb) an den Propeller übertragen. Als Kraftstoffe werden Ottokraftstoff oder Dieselkraftstoff verwendet. Vereinzelt kommen auch Gasmotoren sowie Elektromotoren zum Einsatz.

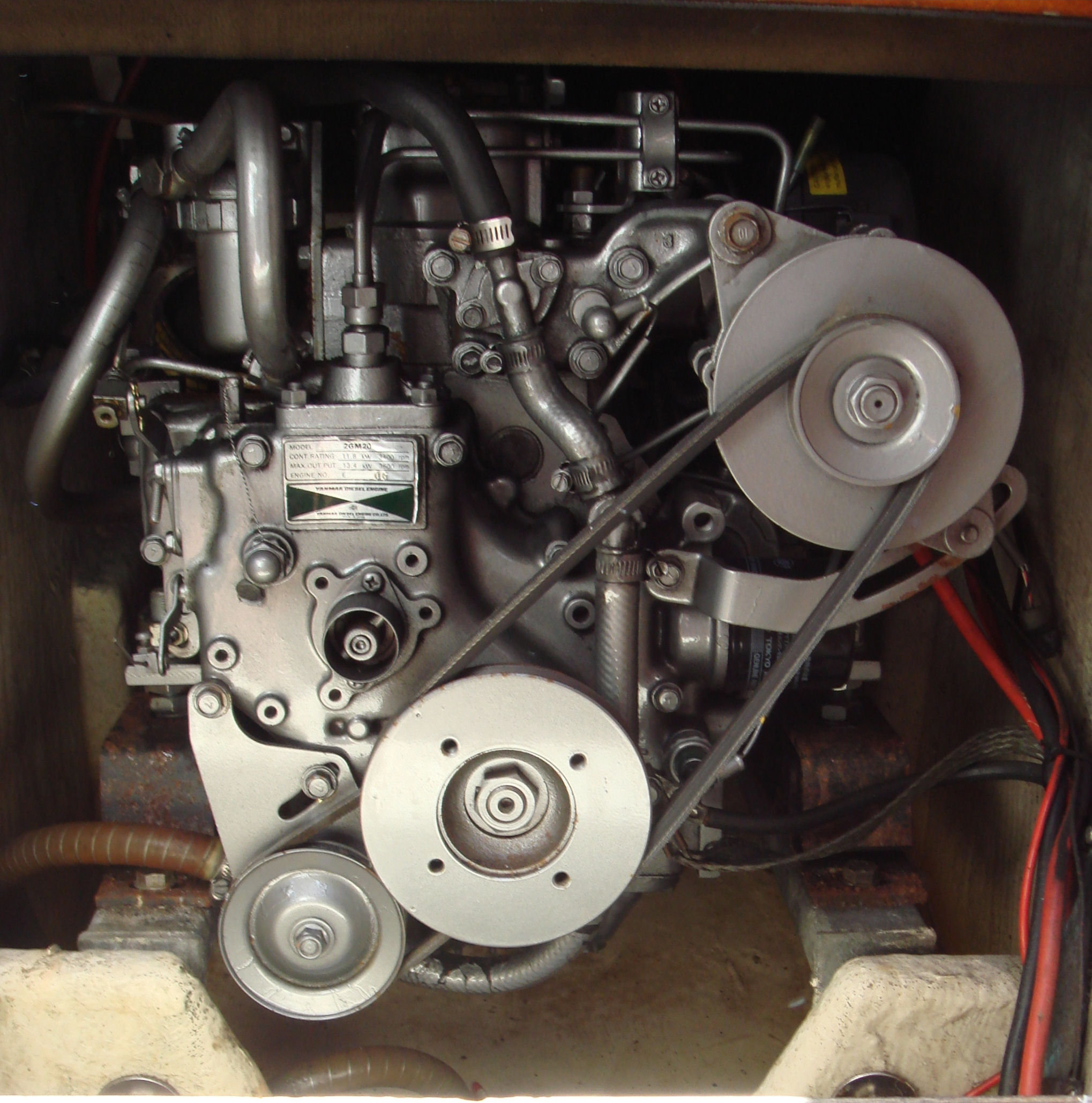
20-PS-Zweizylinder-Dieselmotor 2GM20 von Yanmar in einem Segelboot

Bedeutende Hersteller von Bootsmotoren sind:
- Evinrude
- Honda Marine
- Johnson
- Nissan Marine
- Mercury Marine
- Scania
- Volvo Penta
- VW Marine
- Suzuki Marine
- Tohatsu
- Yamaha Marine
- Yanmar Marine
- Aquamot (elektrische Bootsantriebe)
- Parsun
- Torqeedo